# Bangkok Dangerous (1999)
Bangkok Dangerous (Thai: เพชรฆาตเงียบ อันตราย) is een Thaise actiefilm uit 1999. De film was het debuut voor de regisseurstweeling. In 2008 verscheen een Amerikaanse remake onder dezelfde naam met Nicolas Cage.

## Verhaal
Kong (Pawalit Mongkolpisit) is een doofstomme freelance huurmoordenaar. Als kind werd hij gepest vanwege zijn handicap. Wanneer hij op een schietbaan oefent, ontdekt hij zijn talent als schutter. Hij krijgt zelfs een baan aangeboden als conciërge. Als zodanig werkzaam ontmoet hij op een dag het stel Jo (Pisek Intrakanchit) en Aom (Patharawarin Timkul). Kong krijgt een pistool van Jo en laat zijn kunsten zien. De crimineel Jo is onder de indruk en besluit Kong te trainen. Wanneer hij gewond raakt aan zijn hand, geeft hij Kong steeds meer opdrachten.
Kong raakt verkouden en gaat naar een apotheek voor medicijnen. Daar ontmoet hij Fon (Premsinee Ratanasopha). Ze worden verliefd. Hierdoor verandert Kongs kijk op zijn werk.
Ondertussen wordt Aom verkracht door een handlanger van een maffiabaas. Jo neemt wraak door de man te doden. Hierdoor wordt hij zelf een doel en komt eveneens te overlijden. Kong neemt wraak door Jo's moordenaars op hun beurt te doden. Eén van zijn slachtoffers vertelt dat de maffiabaas waarvoor Kong werkt, de opdracht heeft gegeven om Jo te vermoorden. Hierop gaat Kong op jacht in het hoofdkwartier van de maffiabaas.
Tijdens de jacht op de maffiabaas schiet Kong iedereen dood die hij tegen komt. Uiteindelijk schiet hij met één kogel zichzelf en de maffiabaas door het hoofd.

## Rolverdeling
| Acteur                | Personage |
| --------------------- | --------- |
| Pawalit Mongkolpisit  | Kong      |
| Premsinee Ratanasopha | Fon       |
| Patharawarin Timkul   | Aom       |
| Pisek Intrakanchit    | Joe       |